# Kishódos
Kishódos is een plaats (község) en gemeente in het Hongaarse comitaat Szabolcs-Szatmár-Bereg. Kishódos telt 88 inwoners (2001).